# Savannah Harris

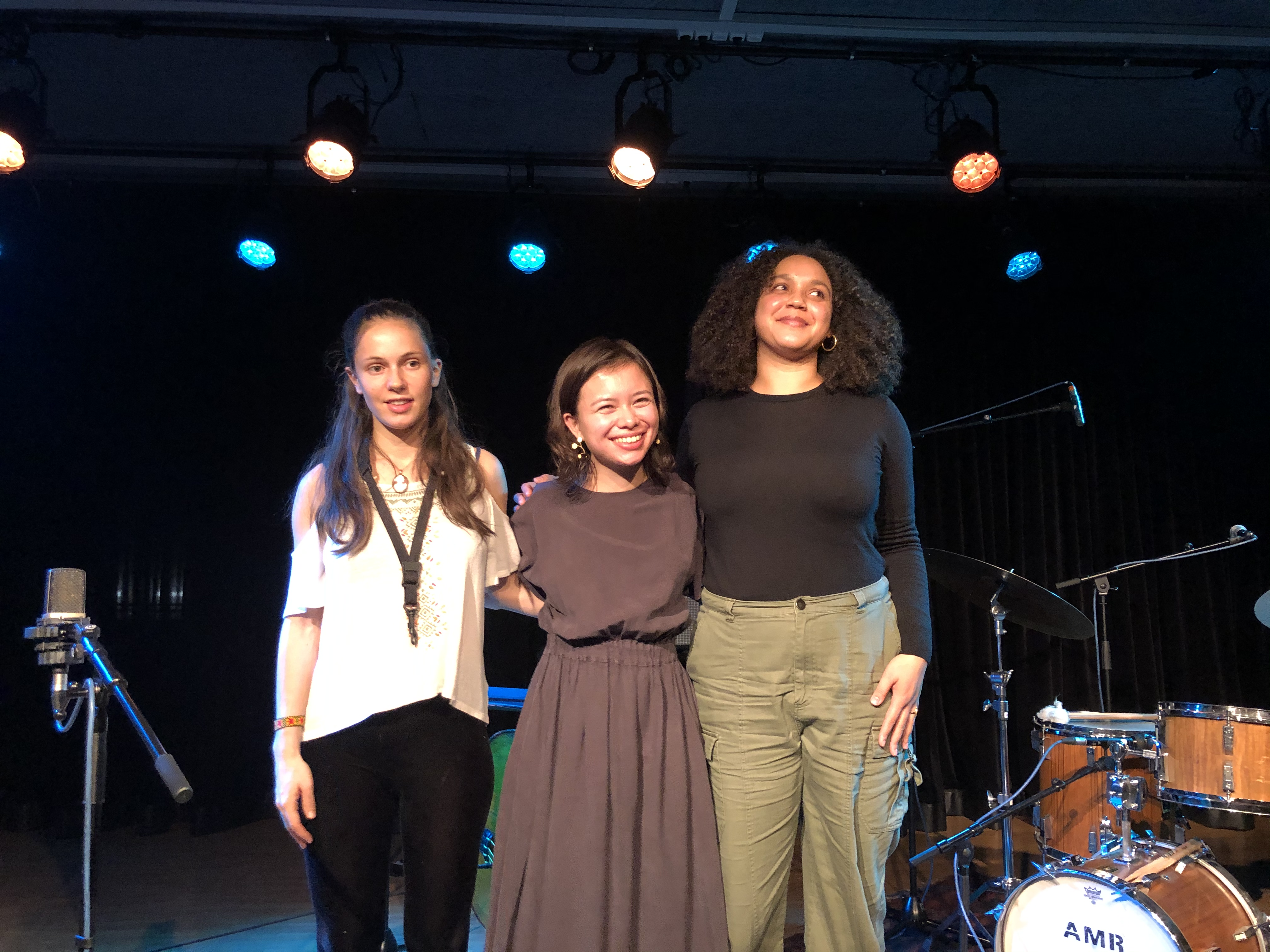
Savannah Harris (rechts) mit Maria Grand (links) und Kanoa Mendenhall (Genf 2019)

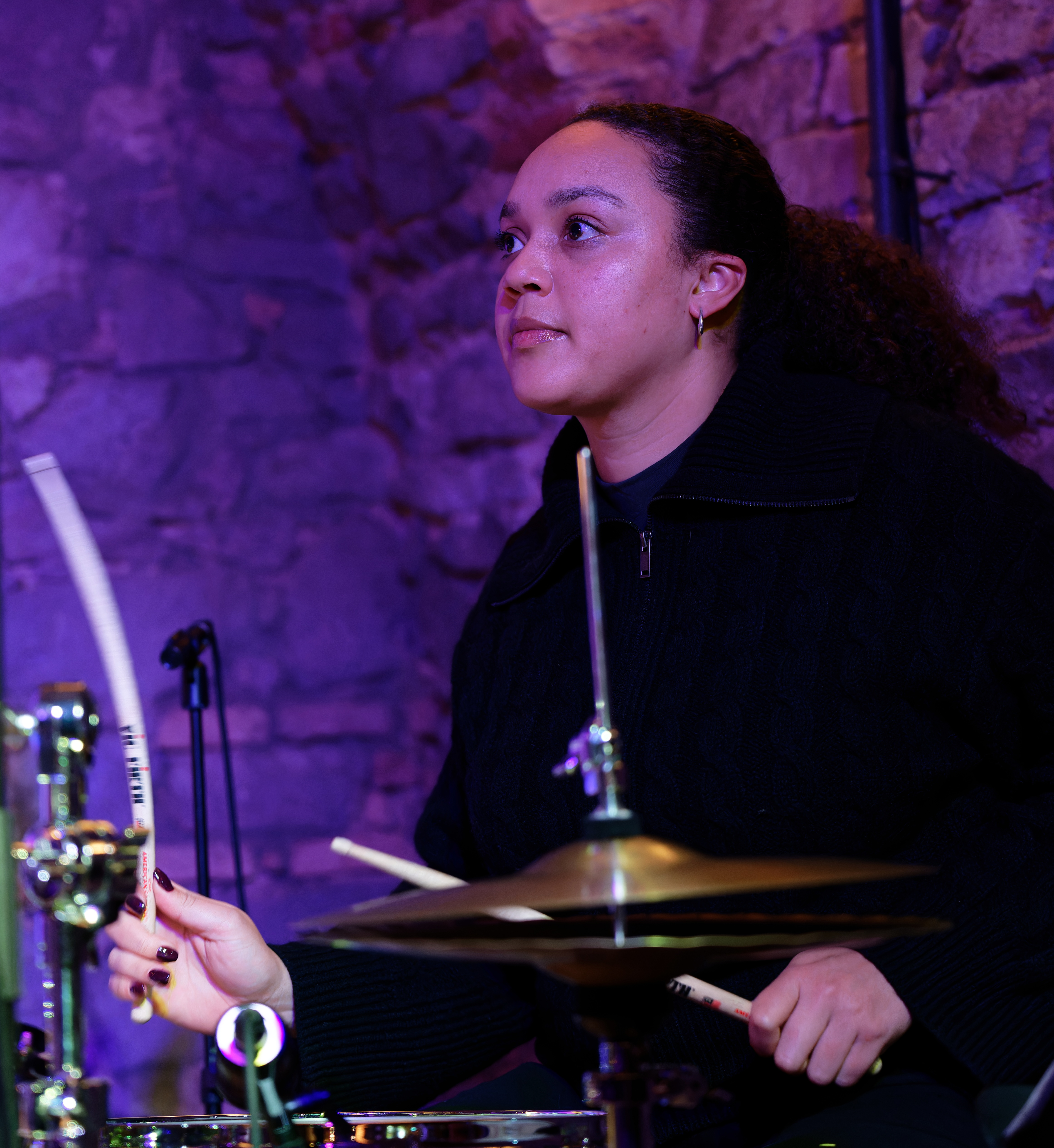
Savannah Harris mit Angelika Niescier und Tomeka Reid (beim Konzert im Jazzinstitut Darmstadt am 8. Dezember 2023)

Savannah Harris (* um 1994) ist eine amerikanische Jazzmusikerin (Schlagzeug).

## Leben und Wirken
Harris, die in Oakland, Kalifornien, aufwuchs, lernte schon früh Schlagzeug bei ihrem Vater Fred Harris und ihrem Stiefvater Khalil Shaheed (1949–2012). Sie absolvierte 2015 ein Doppelstudium (Journalismus und Jazz) an der Howard University. Dort war sie Mitglied des Howard University Jazz Ensemble und trat im Quartett von Fred Foss beim DC Jazz Fest auf. Dann zog sie nach New York, wo sie 2019 ihr Masterstudium an der Manhattan School of Music bei Stefon Harris abschloss.
In den letzten Jahren trat Harris mit Jason Moran, Kenny Barron, Aaron Parks, Terence Blanchard, Geri Allen, Marcus Belgrave und Georgia Anne Muldrow auf. Daneben tourte sie mit Etienne Charles’ Creole Soul, José James, Peter Evans (Being + Becoming), Maria Grand (Reciprocity), Petter Eldhs Projekt Drums, Or Bareket und der Avantgardeband Standing on the Corner um Gio Escobar. Zudem ist sie auf Alben von Shannon Gunn (What It Takes), von Helado Negro und von Mali Obomsawin zu hören. Des Weiteren engagierte sie sich bei interdisziplinären Arbeiten mit der Improvisationsgruppe The Second City, dem künstlerischen Leiter des Vail Dance Festivals, Damian Woetzel, und dem bildenden Künstler Mark Fox.
Als Bandleaderin leitete sie ein eigenes Trio mit Pianist Jeremy Corren und Or Bareket am Bass, das beim Wine and Bowties’ Feels V Festival in Oakland und der Kennedy Center Millennium Stage ebenso wie 2022 im Loft (Köln) konzertierte. 2023 war sie im Trio mit Angelika Niescier und Tomeka Reid unterwegs. Außerdem ist sie Teaching Artist für die Jazz at Lincoln Center's Jazz for Young People Programme. 

## Preise und Auszeichnungen
Harris wurde 2019 mit dem Harlem Stage Emerging Artist Award ausgezeichnet. Das kollaborative Projekt ØKSE und sein gleichnamiges Album wurde mit dem Deutschen Jazzpreis 2025 als „Album des Jahres international“ ausgezeichnet.

## Diskographische Hinweise
- Angelika Niescier / Tomeka Reid / Savannah Harris: Beyond Dragons (Intakt, 2023)
- ØKSE: ØKSE (Backwoodz Studioz, 2024 mit Mette Rasmussen, Val Jeanty, Petter Eldh sowie ELUCID, billy woods, Maassai, Cavalier)